# Curarrehue
Curarrehue este un târg și comună din provincia Cautín, regiunea La Araucanía, Chile, cu o populație de 6.624 locuitori (2012) și o suprafață de 1170,7 km2.